# Encino (Nowy Meksyk)
Encino – wieś w Stanach Zjednoczonych, w stanie Nowy Meksyk, w hrabstwie Torrance.